# Volby prezidenta USA 1980

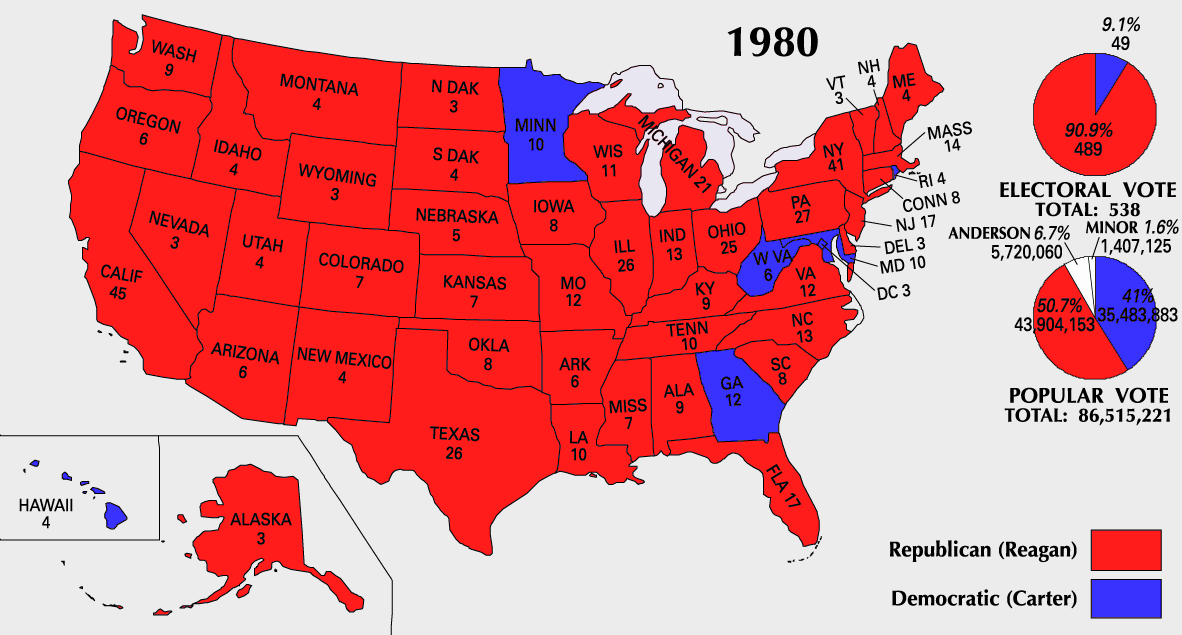
Výsledky amerických prezidentských voleb v roce 1980. Červená je Ronald Reagan (republikán). Modrá je Jimmy Carter (demokrat).

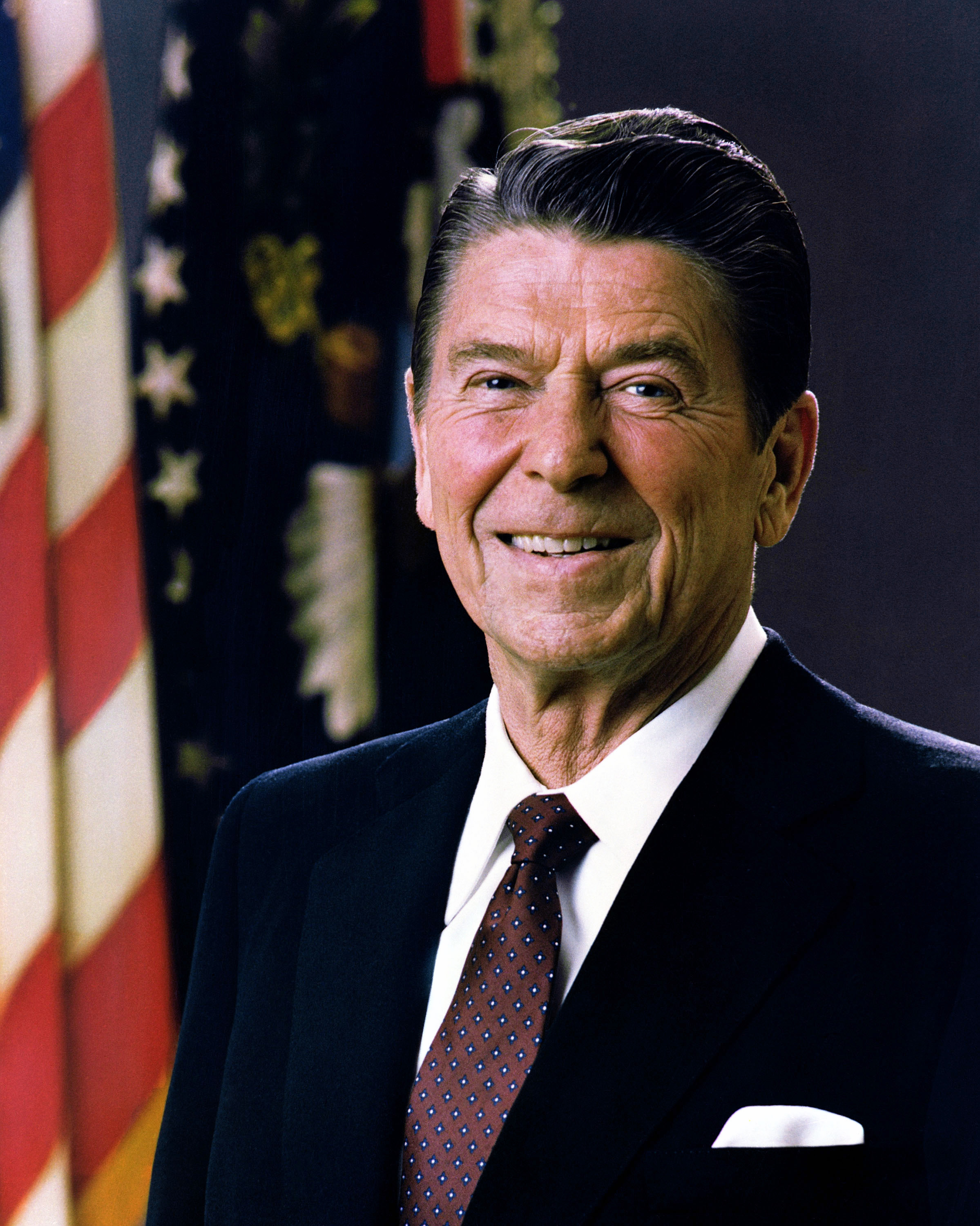
Ronald Reagan

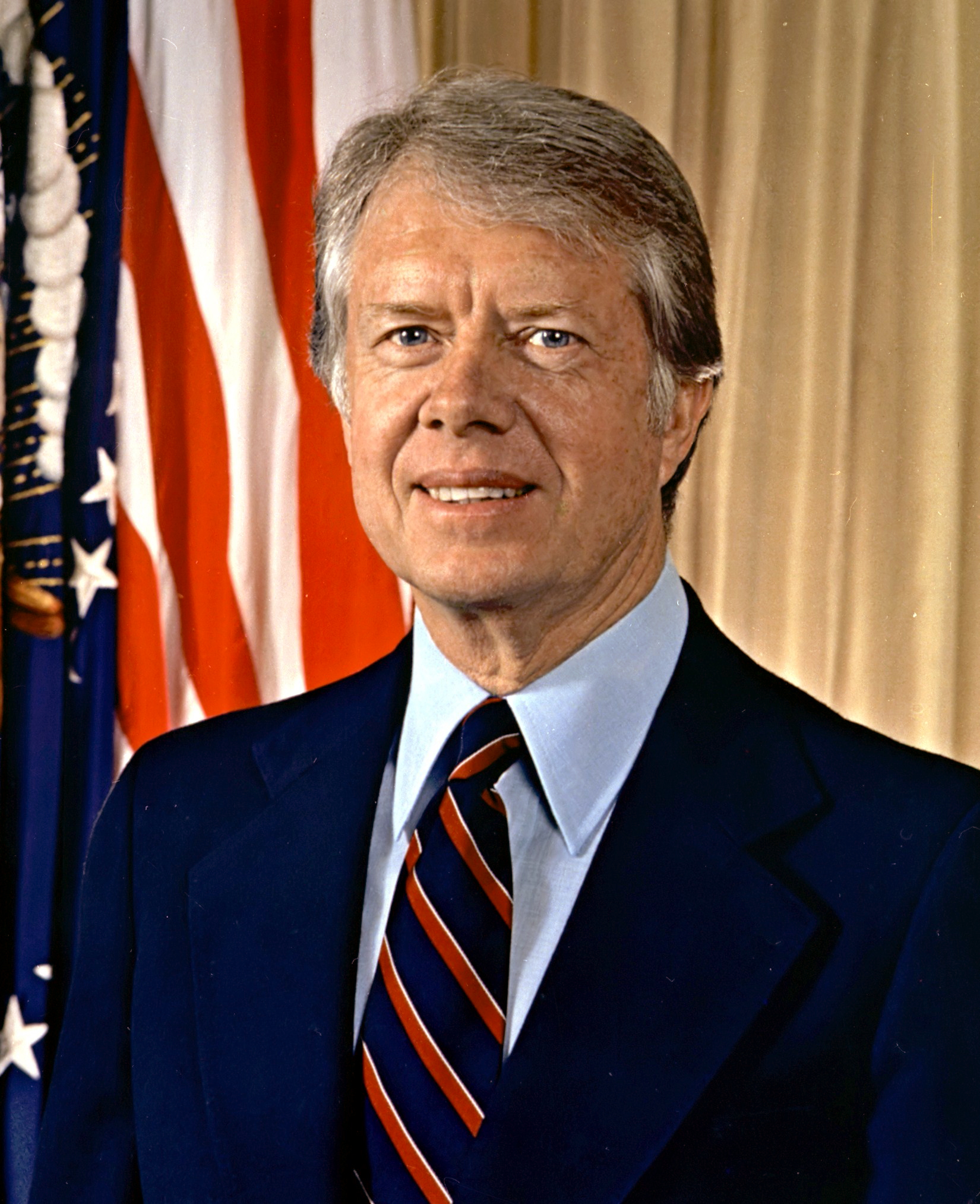
Jimmy Carter

Prezidentské volby v USA v roce 1980 se konaly 4. listopadu 1980. Hlavními kandidáty byli Jimmy Carter a Ronald Reagan. Zvítězil Ronald Reagan, který získal 50,7% hlasů (Jimmy Carter 41,0%) a 489 z 538 volitelů (Jimmy Carter jich získal 49).

## Kampaň

### Ronald Reagan
V roce 1980 získal Reagan nominaci Republikánské strany na post prezidenta, poté co vyhrál většinu primárek, ačkoliv na začátku kampaně prohrál v Iowě. Během kongresu navrhl Reagan na viceprezidenta Geralda Forda, ale ten se jím nakonec nestal. Místo toho si nakonec vybral svého oponenta z primárek, George H. W. Bushe, který měl značné mezinárodní zkušenosti.
Dne 4. srpna 1980 pronesl jako kandidát na prezidenta projev poblíž Philadelphie v Mississippi na výroční pouti Neshoba Country. Reagan nadchl dav, když řekl: "Věřím v práva států. Věřím, že jsme zdeformovali vyvážení mocí, když jsme dali federální vládě pravomoci, které jí podle ústavy neměly náležet." Pokračoval a slíbil, že "vrátí státům a místním vládám pravomoci, které jim náleží." V Philadelphii byli 21. června 1964 zavražděni tři aktivisté za lidská práva, James Chaney, Andrew Goodman a Michael Schwerner a Reaganovi kritici se domnívali, že Reagan vyslal publiku rasistický vzkaz. Řeč byla pronesena v souladu s jeho filosofií omezené vlády, ale kritici se domnívali, že si místo vybral tak, aby apeloval na bílé jižanské voliče. V biografii, kterou o Reaganovi napsal Edmund Morris stojí, že Reagan pevně podporoval nadvládu federální vlády. Reagan si myslel, že mnoho zákonů o občanských právech, které byly přijaty v 60. letech je zbytečných, protože je již chrání ústava. Reagan byl přesto zranitelný obviněními, nebo alespoň necitlivostí týkající se občanských práv černochů. Podle knihy Running on Race: Racial Politics in Presidential Campaigns se Carter pokusil obvinit Reagana z rasismu, ale obrátilo se to brzy proti Carterovi samotnému, když se jeden z nejvýznamnějších Carterových černých stoupenců, bývalý velvyslanec u OSN, Andrew Young pokusil vyburcovat černou opozici proti Reaganovi tvrzením, že pokud bude zvolen, bude "normální zabíjet negry". Tento ostrý výpad pravděpodobně ztratil Carterovi více bělochů, než získal černochů.
Prezidentská kampaň, kterou řídil William J. Casey, byla vedena ve stínu íránské krize s rukojmími a média každý den přinášela zprávy o neúspěšných Carterových snahách osvobodit rukojmí. Většina analytiků se shoduje, že tímto byla oslabena Carterova pozice a Reagan měl možnost zaútočit na jeho neefektivitu. Na druhou stranu, Carterova neschopnost si poradit s dvoucifernou inflací a nezaměstnaností, nevýrazným ekonomickým růstem, nestabilitou trhu s ropou vedoucí k dlouhým frontám před benzínovými stanicemi a slabost americké obrany možná měly na voliče ještě větší dopad. Během kampaně v roce 1976 přišel Carter s "indexem strádání", který zahrnoval nezaměstnanost a inflaci. Tento "index strádání" se během jeho volebního období neustále zhoršoval a Reagan toho v kampani využil. S respektem k ekonomii, řekl Reagan: "Bylo mi řečeno, že nemám používat slovo deprese. Dobře, řeknu vám definici. Recese je když váš soused ztratí práci, deprese je, když vy ztratíte práci. Obnova je, když Jimmy Carter ztratí svou práci."
Reaganovo vystupování v televizních debatách rozproudilo jeho kampaň. Zdál se být v pohodě, kritice z Carterovy strany se bránil poznámkami jako "a je to tu zase". Jeho nejvlivnější poznámkou ale byla závěrečná otázka k publiku v době raketově rostoucích cen a vysokých úrokových sazeb, "Máte se lépe než před čtyřmi lety?" Stejnou frázi poté používal i v kampani v roce 1984.

## Volební výsledky
| Kandidát                           | Politická strana                   | Domovský stát                      | Hlasování                          | Hlasování                          | Počet volitelů | Spolukandidát        | Domovský stát | Počet volitelů |
| Kandidát                           | Politická strana                   | Domovský stát                      | Počet hlasů                        | Hlasy v %                          | Počet volitelů | Spolukandidát        | Domovský stát | Počet volitelů |
| ---------------------------------- | ---------------------------------- | ---------------------------------- | ---------------------------------- | ---------------------------------- | -------------- | -------------------- | ------------- | -------------- |
| Ronald Reagan                      | Republikán                         | Kalifornie                         | 43 903 230                         | 50,7                               | 489            | George H. W. Bush    | Texas         | 489            |
| James Earl Carter                  | Demokrat                           | Georgie                            | 35 480 115                         | 41,0                               | 49             | Walter Mondale       | Minnesota     | 49             |
| John Bayard Anderson               | Nestraník                          | Illinois                           | 5 719 850                          | 6,6                                | 0              | Patrick Joseph Lucey | Wisconsin     | 0              |
| Ed Clark                           | Libertarián                        | Kalifornie                         | 921 128                            | 1,1                                | 0              | David H. Koch        | Kansas        | 0              |
| Barry Commoner                     | Občan                              | Missouri                           | 233 052                            | 0,3                                | 0              | La Donna Harris      | Oklahoma      | 0              |
| John Rarick                        | Americká nezávislost               | Louisiana                          | 40 906                             | 0,0                                | 0              | Eileen Shearer       | Kalifornie    | 0              |
| Ellen McCormack                    | Právo na život                     | New York                           | 32 320                             | 0,0                                | 0              | Carroll Driscoll     | -             | 0              |
| Ostatní                            | Ostatní                            | Ostatní                            | 252 303                            | 0,3%                               | -              |                      |               | -              |
| Celkem                             | Celkem                             | Celkem                             | 86 574 904                         | 100%                               | 538            |                      |               | 538            |
| Počet volitelů potřebných na výhru | Počet volitelů potřebných na výhru | Počet volitelů potřebných na výhru | Počet volitelů potřebných na výhru | Počet volitelů potřebných na výhru | 270            |                      |               | 270            |

## Nejtěsnější procentuální výsledky
Červené – vítězství Reagana, modré – vítězství Cartera:

### Rozdíl menší než 5%
1. Massachusetts – 0,15 %
2. Tennessee – 0,29 %
3. Arkansas – 0,61 %
4. Alabama – 1,30 %
5. Mississippi – 1,32 %
6. Kentucky – 1,46 %
7. Jižní Karolína – 1,53 %
8. Havaj – 1,90 %
9. Severní Karolína – 2,12 %
10. Delaware – 2,33 %
11. New York – 2,67 %
12. Maryland – 2,96 %
13. Maine – 3,36 %
14. Minnesota – 3,94 %
15. Západní Virginie – 4,51 %
16. Wisconsin – 4,72 %

### Rozdíl větší než 5%
1. Louisiana – 5,45 %
2. Vermont – 5,96 %
3. Michigan – 6,49 %
4. Missouri – 6,81 %
5. Pensylvánie – 7,11 %
6. Illinois – 7,93 %
7. Connecticut – 9,64 %
8. Oregon – 9,66 %

## Volební demografie
| Sociální skupiny v prezidentských volbách 1980 a 1976 | Sociální skupiny v prezidentských volbách 1980 a 1976 | Sociální skupiny v prezidentských volbách 1980 a 1976 | Sociální skupiny v prezidentských volbách 1980 a 1976 | Sociální skupiny v prezidentských volbách 1980 a 1976 | Sociální skupiny v prezidentských volbách 1980 a 1976 | Sociální skupiny v prezidentských volbách 1980 a 1976 |
|                                                       | Size                                                  | '80 Carter                                            | '80 Reagan                                            | '80 Anderson                                          | '76 Carter                                            | '76 Ford                                              |
| Politická strana                                      | Politická strana                                      | Politická strana                                      | Politická strana                                      | Politická strana                                      | Politická strana                                      | Politická strana                                      |
| ----------------------------------------------------- | ----------------------------------------------------- | ----------------------------------------------------- | ----------------------------------------------------- | ----------------------------------------------------- | ----------------------------------------------------- | ----------------------------------------------------- |
| Demokratičtí voliči                                   | 43                                                    | 66                                                    | 26                                                    | 6                                                     | 77                                                    | 22                                                    |
| Nezávislí voliči                                      | 23                                                    | 30                                                    | 54                                                    | 12                                                    | 43                                                    | 54                                                    |
| Republikanští voliči                                  | 28                                                    | 11                                                    | 84                                                    | 4                                                     | 9                                                     | 90                                                    |
| Ideologie                                             |                                                       |                                                       |                                                       |                                                       |                                                       |                                                       |
| Liberalové                                            | 18                                                    | 57                                                    | 27                                                    | 11                                                    | 70                                                    | 26                                                    |
| Umírnění                                              | 51                                                    | 42                                                    | 48                                                    | 8                                                     | 51                                                    | 48                                                    |
| Konzervativci                                         | 31                                                    | 23                                                    | 71                                                    | 4                                                     | 29                                                    | 70                                                    |
| Etnický původ                                         |                                                       |                                                       |                                                       |                                                       |                                                       |                                                       |
| Černí                                                 | 10                                                    | 82                                                    | 14                                                    | 3                                                     | 82                                                    | 16                                                    |
| Hispanci                                              | 2                                                     | 54                                                    | 36                                                    | 7                                                     | 75                                                    | 24                                                    |
| Bílí                                                  | 88                                                    | 36                                                    | 55                                                    | 8                                                     | 47                                                    | 52                                                    |
| Pohlaví                                               |                                                       |                                                       |                                                       |                                                       |                                                       |                                                       |
| Žena                                                  | 48                                                    | 45                                                    | 46                                                    | 7                                                     | 50                                                    | 48                                                    |
| Muž                                                   | 52                                                    | 37                                                    | 54                                                    | 7                                                     | 50                                                    | 48                                                    |
| Náboženství                                           |                                                       |                                                       |                                                       |                                                       |                                                       |                                                       |
| Protestanti                                           | 46                                                    | 37                                                    | 56                                                    | 6                                                     | 44                                                    | 55                                                    |
| Bílí protestanti                                      | 41                                                    | 31                                                    | 62                                                    | 6                                                     | 43                                                    | 57                                                    |
| Katolicí                                              | 25                                                    | 40                                                    | 51                                                    | 7                                                     | 54                                                    | 44                                                    |
| Židé                                                  | 5                                                     | 45                                                    | 39                                                    | 14                                                    | 64                                                    | 34                                                    |
| Rodinný příjem                                        |                                                       |                                                       |                                                       |                                                       |                                                       |                                                       |
| Pod $10 000                                           | 13                                                    | 50                                                    | 41                                                    | 6                                                     | 58                                                    | 40                                                    |
| $10 000–$14 999                                       | 15                                                    | 47                                                    | 42                                                    | 8                                                     | 55                                                    | 43                                                    |
| $15 000–$24 999                                       | 29                                                    | 38                                                    | 53                                                    | 7                                                     | 48                                                    | 50                                                    |
| $25 000–$50 000                                       | 24                                                    | 32                                                    | 58                                                    | 8                                                     | 36                                                    | 62                                                    |
| Více než $50 000                                      | 5                                                     | 25                                                    | 65                                                    | 8                                                     | —                                                     | —                                                     |
| Vzdělání                                              |                                                       |                                                       |                                                       |                                                       |                                                       |                                                       |
| Základní vzdělání                                     | 11                                                    | 50                                                    | 45                                                    | 3                                                     | 58                                                    | 41                                                    |
| Absolvent střední školy                               | 28                                                    | 43                                                    | 51                                                    | 4                                                     | 54                                                    | 46                                                    |
| Některé vysoké školy                                  | 28                                                    | 35                                                    | 55                                                    | 8                                                     | 51                                                    | 49                                                    |
| Prestižní vysoké školy                                | 27                                                    | 35                                                    | 51                                                    | 11                                                    | 45                                                    | 55                                                    |
| Věk                                                   |                                                       |                                                       |                                                       |                                                       |                                                       |                                                       |
| 18–21 let                                             | 6                                                     | 44                                                    | 43                                                    | 11                                                    | 48                                                    | 50                                                    |
| 22–29 let                                             | 17                                                    | 43                                                    | 43                                                    | 11                                                    | 51                                                    | 46                                                    |
| 30–44 let                                             | 31                                                    | 37                                                    | 54                                                    | 7                                                     | 49                                                    | 49                                                    |
| 45–59 let                                             | 23                                                    | 39                                                    | 55                                                    | 6                                                     | 47                                                    | 52                                                    |
| 60 let a víc                                          | 18                                                    | 40                                                    | 54                                                    | 4                                                     | 47                                                    | 52                                                    |
| Regiony                                               |                                                       |                                                       |                                                       |                                                       |                                                       |                                                       |
| Východ                                                | 25                                                    | 42                                                    | 47                                                    | 9                                                     | 51                                                    | 47                                                    |
| Jih                                                   | 27                                                    | 44                                                    | 51                                                    | 3                                                     | 54                                                    | 45                                                    |
| Bílý Jih                                              | 22                                                    | 35                                                    | 60                                                    | 3                                                     | 46                                                    | 52                                                    |
| Středozápad                                           | 27                                                    | 40                                                    | 51                                                    | 7                                                     | 48                                                    | 50                                                    |
| Západ                                                 | 19                                                    | 35                                                    | 53                                                    | 9                                                     | 46                                                    | 51                                                    |
| Velikost společenství                                 |                                                       |                                                       |                                                       |                                                       |                                                       |                                                       |
| Město nad 250 000                                     | 18                                                    | 54                                                    | 35                                                    | 8                                                     | 60                                                    | 40                                                    |
| Předměstí / malé město                                | 53                                                    | 37                                                    | 53                                                    | 8                                                     | 53                                                    | 47                                                    |
| Venkovské oblasti                                     | 29                                                    | 39                                                    | 54                                                    | 5                                                     | 47                                                    | 53                                                    |